# Bemærkelsesværdige træer
Når bestemte planter kaldes bemærkelsesværdige træer sker det ud fra en vurdering af flere faktorer: Højde, stammediameter, total størrelse og alder. Det er bemærkelsesværdigt, at førerpositionen holdes af et nåletræ, ligegyldigt hvilken af de fire faktorer, man bedømmer ud fra. Det er ganske vist forskellige arter, men det bør med i billedet, at anden- til fjerdepladsen også indtages af nåletræer.

## De højeste træer
Længden på de højeste træer i verden har været genstand for stor uenighed og ofte voldsomme overdrivelser. Moderne, verificerbare målinger med laserinstrumenter kombineret med træklatreres brug af båndmål har vist, at de fleste ældre målemetoder og opmålinger er upålidelige, sådan at de giver overdrivelser på 5-15% over den reelle højde. Tidligere påstande om træhøjder på 114 m, 117 m, 130 m ja endog på 150 m, bliver nu stort set forkastet som upålidelige eller som resultater af ønsketænkning eller regelret svindel. De nedenstående tal bliver nu accepteret som pålidelige mål for de fem højeste arter:
1. Rødtræ (Sequoia sempervirens): 116,07 m i Redwood National Park, Californien.[1][2]
2. Cupressus austrotibetica: 102,3 m i Parlung Tsangpo, sydlig Tibet.[3]
3. Eucalyptus regnans: 100,5 m i Arve Valley, Tasmanien.[4][5]
4. Sitkagran (Picea sitchensis): 100,2 m i Prairie Creek Redwoods State Park, Californien[6]
5. Douglasgran (Pseudotsuga menziesii): 99,7 m i Brummit Creek, Coos County, Oregon.[7]

## De tykkeste træer
Et træs omkreds er – eller burde i det mindste være – meget lettere at måle end dets højde. Det kræver kun, at man skal trække et båndmål rundt om stammen, stramme det til og aflæse målet. Til trods for det kunne den britiske forfatter til flere bøger om træer, Alan Mitchell, bemærke følgende om opmålinger af Almindelig Taks på de britiske øer:
"Afvigelserne i fortidens opmålinger af Taks er ufattelige. F.eks. har træet ved Tisbury en veldefineret, ren, omend uregelmæssig stamme på de nederste 1,5 m. Omkredsen på det samme træ har vist sig at svinde ind og svulme op på følgende måde: 11,28 m (1834 Loudon), 9,3 m (1892 Lowe), 10,67 m (1903 Elwes and Henry), 9,0 m (1924 E. Swanton), 9,45 m (1959 Mitchell) .... Derfor er de tidligere resultater udeladt."
Som en generel norm skal omkredsen måles i "brysthøjde". Det definerer man forskelligt i forskellige situationer, sådan at de fleste skovfolk måler omkredsen i 1,3 m højde over jorden, mens de, der opmåler prydtræer, normalt måler i 1,5 m højde over jorden. I de fleste tilfælde giver det stort set ingen forskel i den målte omkreds. På skrånende jord vælger man almindeligvis det højeste punkt, hvor jorden berører stammen, som udgangspunkt, men nogle bruger gennemsnittet mellem det højeste og det laveste punkt. Nogle af de oppustede, gamle opmålinger kan sågar være foretaget ved jorden. Visse overdrevne målinger kan også skyldes, at man har målt den fuldstændige barknære omkreds og skubbet målebåndet ind i hver sprække og ud over hver knude.
I nutiden er tendensen den, at man angiver træets diameter i stedet for dets omkreds. Den finder man ved at dividere den opmålte omkreds med π. Her går man ud fra, at stammen er cirkelrund i tværsnit (et uregelmæssigt eller ovalt tværsnit ville føre til en gennemsnitlig diameter, der var lidt større end den forestillede cirkels). Dette mål angives som dbh (diameter i bryst højde) i trælitteraturen.
Når man måler Baobab Adansonia digitata har man det problem, at disse træer oplagrer store mængder vand i det bløde stammeved. Det fører til markante variationer i deres omkreds hen over året, hvor målene stiger til et maksimum ved slutningen af regntiden, og hvor de når et minimum ved slutningen af tørketiden. Selv om Baobabtræer har nogle af de største omkredsmål, har man ingen præcise opmålinger for bestemte træer, men de overstiger næppe 10-11m i diameter.
Når man udelader baobabtræer er de tykkeste træers diameter:
1. Taxodium mucronatum: 11,42 m, det såkaldte "Árbol del Tule", Santa Maria del Tule, Oaxaca, Mexico (A. F. Mitchell, International Dendrology Society Year Book 1983: 93, 1984).
2. Mammuttræ (Sequoiadendron giganteum): 8,85 m, "General Grant tree", Grant Grove, Californien[8]
3. Rødtræ (Sequoia sempervirens): 7,44 m, Prairie Creek Redwoods State Park, Californien[1]

## De største træer
De største træer, målt efter totalrumfang, er de, som både er høje og har en stor diameter, især når de holder en stor diameter højt op ad stammen. Opmålinger er meget vanskelige, særligt hvis man vil medregne både grenenes og stammens rumfang, så beregninger er kun foretaget for en lille antal træer og ofte kun for stammens rumfang. Ingen har forsøgt at medregne røddernes rumfang.
De fire største arter, der indtil videre er opmålt er:
1. Mammuttræ (Sequoiadendron giganteum): 1489 m³, "General Sherman"
2. Rødtræ (Sequoia sempervirens): 1045 m³, "Del Norte Titan"
3. Kæmpe-Thuja (Thuja plicata): 500 m³, "Quinault Lake Redcedar"
4. Agathis australis: 400 m³, "Tane Mahuta", Kauritræet (med grene: 516.7 m³)

Men Fitzroya (Fitzroya cupressoides), der endnu ikke er opmålt, kan meget vel skyde sig ind som nr. 3 eller 4, og Taxodium mucronatum står sikkert også højt på listen. Det største løvtræ er en Eucalyptus regnans, "El Grande", et træ på 439 m³ i Tasmanien..

## De ældste træer
Træers alder bestemmes ved hjælp af årringene, der kan ses, hvis træet bliver fældet. Man kan i stedet udtage vedprøver, der når fra yderkanten til træets marv. Det er kun muligt at opgive præcise tal for træer, som danner årringe, hvilket normalt kun sker under klimaforhold, hvor årstiderne skifter. Træer, som findes under ensartede klimaforhold i troperne, vokser uafbrudt og har ikke årringe. Ligeledes er det også kun muligt at opmåle træer, som er massive til deres centrum. Mange af de meget gamle træer bliver hule, når det døde kerneved rådner væk. For nogle af arterne har man lavet aldersbedømmelser ved at gå ud fra den nuværende tilvæksthastighed, men resultaterne er meget lidt bedre end gætteri eller vild spekulation. White (1998)  foreslår en metode til bedømmelse af alderen hos store træer i Storbritannien, som går ud på at sammenholde træets stammediameter, væksttype og alder.
Når man kun ser på de verificerede opmålinger, er de ældste træer:
1. Pinus longaeva: 5062 år[12]
2. Fitzroya (Fitzroya cupressoides): 3622 år
3. Mammuttræ (Sequoiadendron giganteum): 3266 år
4. Lagarostrobos franklinii: 2500 år
5. Pinus aristata: 2435 år

Man har mistanke om at andre arter når usædvanligt høj alder, f.eks. Almindelig Taks (Taxus baccata) (sandsynligvis mere end 3000 år) og Kæmpe-Thuja (Thuja plicata).
Den højeste, verificerede alder for et løvtræ er 2312 år for den Buddha-Figen (Ficus religiosa), der blev plantet i året 288 f.Kr. ved Anuradhapura, Sri Lanka. Det er samtidig også det ældst kendte, kunstigt plantede træ med en kendt plantningsdato.
Et forskningsprojekt ved Universitetet i Umeå i Sverige har identificeret tre Rødgran (Picea abies) på en fjeldside i Dalarna nær bjerget Härjehogna ved grænsen til Norge. Kulstof-14 målinger har vist at rodnettet for de tre graner er henholdsvis ca. 5.000, 6.000 og 8.000 år gammelt. De tre træer tilhører dermed nogle af klodens ældste træer, som har slået rod her umiddelbart efter at isen efter den sidste istid trak sig tilbage.